# Gare de Glenella
La  gare de Glenella est une gare ferroviaire de la ligne du Nord jusqu'à The Pas du Canadien National. Elle est située dans la municipalité rurale de Glenella (en), province du Manitoba, au Canada.
Le service voyageurs et assuré par Via Rail Canada avec une desserte par trois Trains Winnipeg - Churchill par semaine, dans chaque direction.

## Service des voyageurs

### Accueil
Gare de Via Rail Canada, elle est située à Glenella (en). C'est une gare sans personnel de type « poteau indicateur » avec un quai.

## Service des marchandises
Gare du Canadien National avec une voie de service desservant un silo agricole.